# Champrond (Sarthe)
Champrond ist eine französische Gemeinde mit 68 Einwohnern (Stand: 1. Januar 2022) im Département Sarthe in der Region Pays de la Loire. Sie gehört zum Kanton Saint-Calais und zum Arrondissement Mamers. 
Nachbargemeinden sind Montmirail im Norden, Melleray im Osten, Vibraye im Süden und Lamnay im Westen. Die Braye durchfließt die Gemeindegemarkung.

## Bevölkerungsentwicklung
| Jahr      | 1962 | 1968 | 1975 | 1982 | 1990 | 1999 | 2006 | 2015 |
| --------- | ---- | ---- | ---- | ---- | ---- | ---- | ---- | ---- |
| Einwohner | 89   | 93   | 80   | 59   | 65   | 100  | 114  | 69   |